# Carl Gottlieb von Kleist
Carl Gottlieb von Kleist (* 15. Januar 1778 in Bredstedt; † 26. April 1849) war dänischer Generalmajor.

## Leben

### Herkunft
Carl Gottlieb von Kleist war ein Angehöriger der pommerschen Adelsfamilie von Kleist und Sohn des dänischen Majors und Kammerherrn Christian Friedrich von Kleist (* 1743; † 1799) und der Anna Margaretha von Schubarth (* 1753).

### Werdegang
Kleist war seit 1806 dänischer Premierleutnant und Adjutant beim seeländischen Jägerkorps. Er avancierte im Regiment zunächst zum Major, stand letztlich im Rang eines Generalmajors. Von 28. August 1841 bis 1. Juli 1842 war er Kommandant der Zitadelle Friedrichshafen. Er war ebenfalls königlich dänischer Kammerherr und Träger des Dannebrogordens.

### Familie
Kleist vermählte sich 1806 in Dithmarschen mit Margaretha Wilhelmine Caroline Jahn, Tochter des Dr. med. Jahn und der Charlotte Regina Götz zu Heide. Die Ehe blieb ohne Erben.